# 九龍公園游泳池

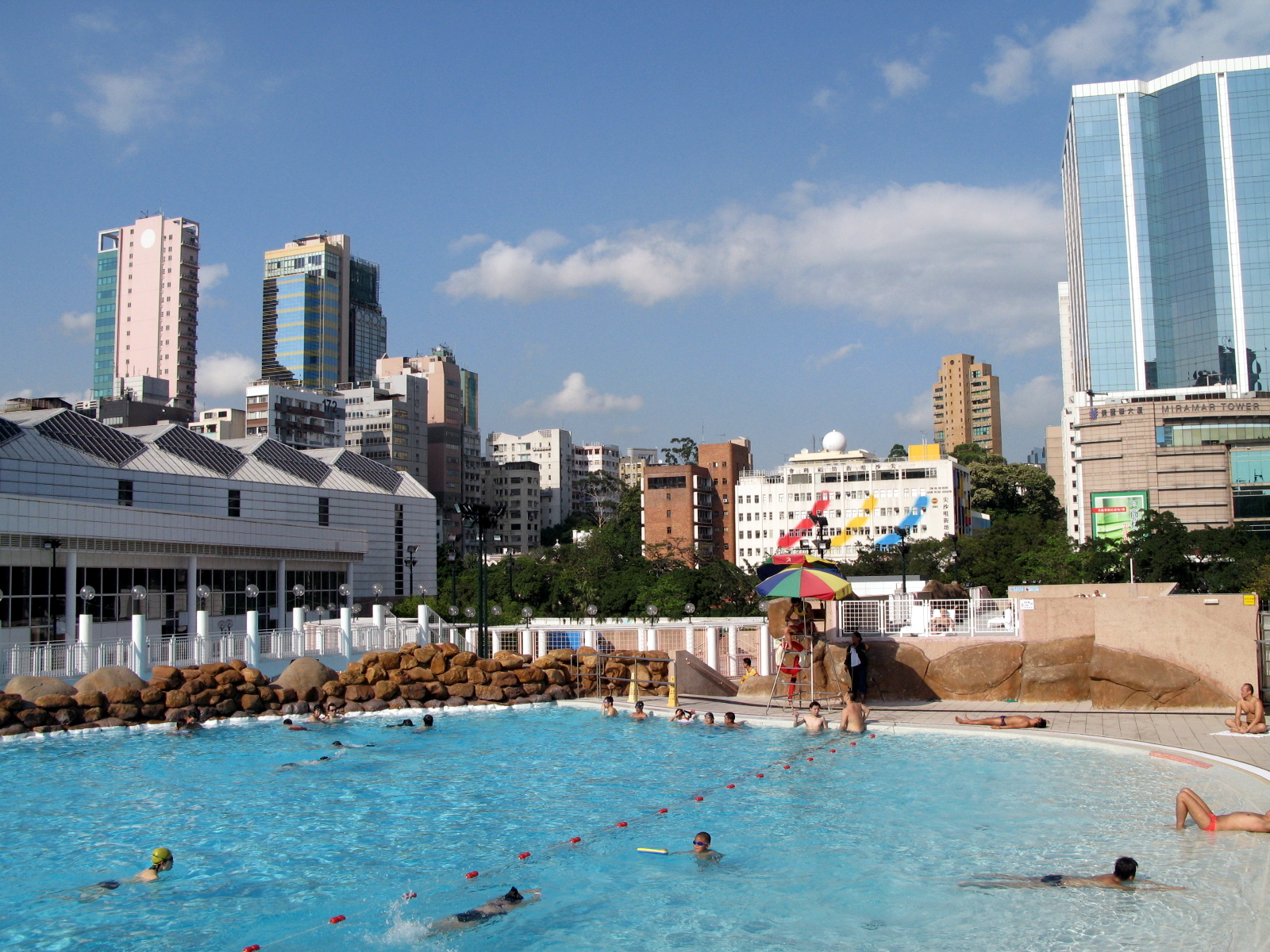
九龍公園游泳池室外泳池

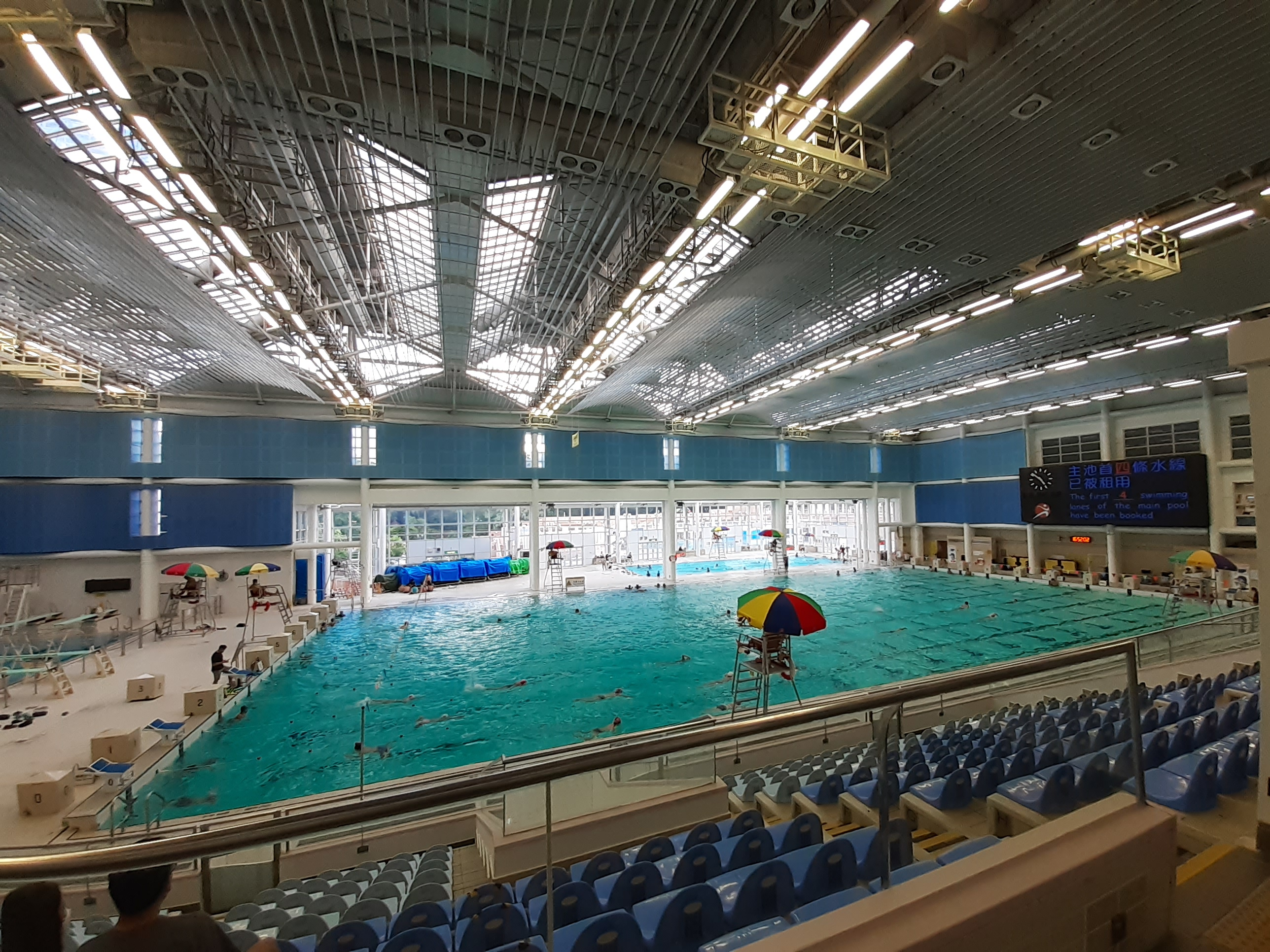
九龍公園游泳池室內泳池

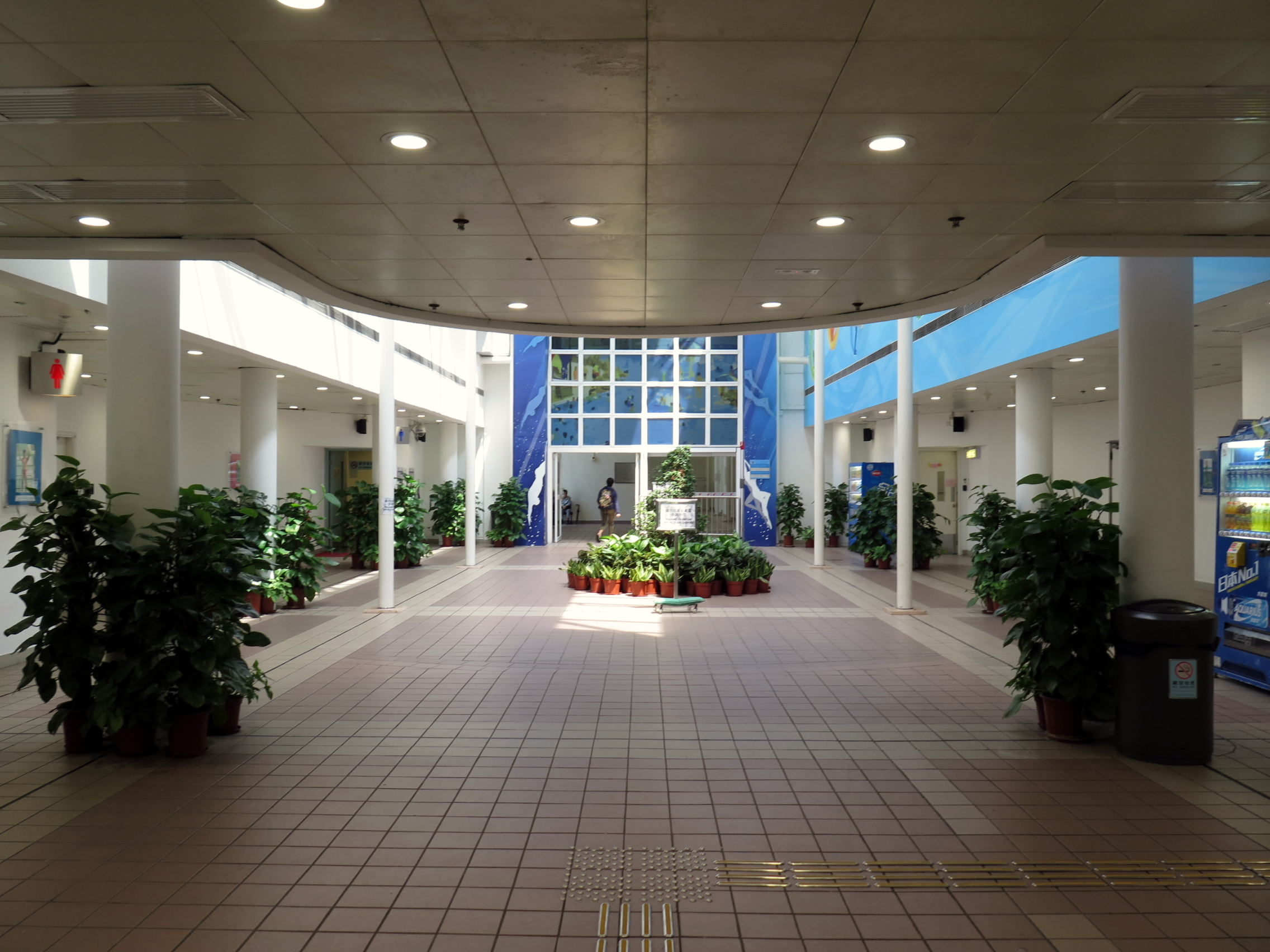
九龍公園游泳池入口大堂

九龍公園游泳池（英語：Kowloon Park Swimming Pool），是香港的一個公眾游泳池，位於九龍尖沙咀柯士甸道22號九龍公園之內，為油尖旺區兩個公眾游泳池之一，佔地3公頃，於1989年9月12日開放，是九龍區唯一適合舉辦大型或國際游泳賽事的地點。由康樂及文化事務署管理，為2009年東亞運動會賽場之一，亦是學界游泳賽事的指定泳池。

## 歷史
九龍公園游泳池是九龍公園重建工程的項目之一，前英皇御准香港賽馬會在1987年4月撥出3億港元興建而成。時為全港最大的室內泳池場館能容納二千人，並設有全港首個可調校底部高低的泳池。重建後的九龍公園在1989年2月1日率先開放，並由時任港督衛奕信剪綵開幕。泳池和體育館則緊接在同年9月12日啟用。

## 場內設備
室內部分設有4個暖水泳池，包括1個奧林匹克標準50米主池（水深1.2米至2.5米）；2個25米訓練池(2個池的水深都是1.2米)；一個21米跳水池(水深5米)和3個不規則的嬉水池(0米-1.5米)，更有1,698個座位空調公眾看台。戶外部分設有3個不規則形狀由瀑布連接的嬉水池，亦設有日光浴場和兒童淺水池（水深0.6米）。

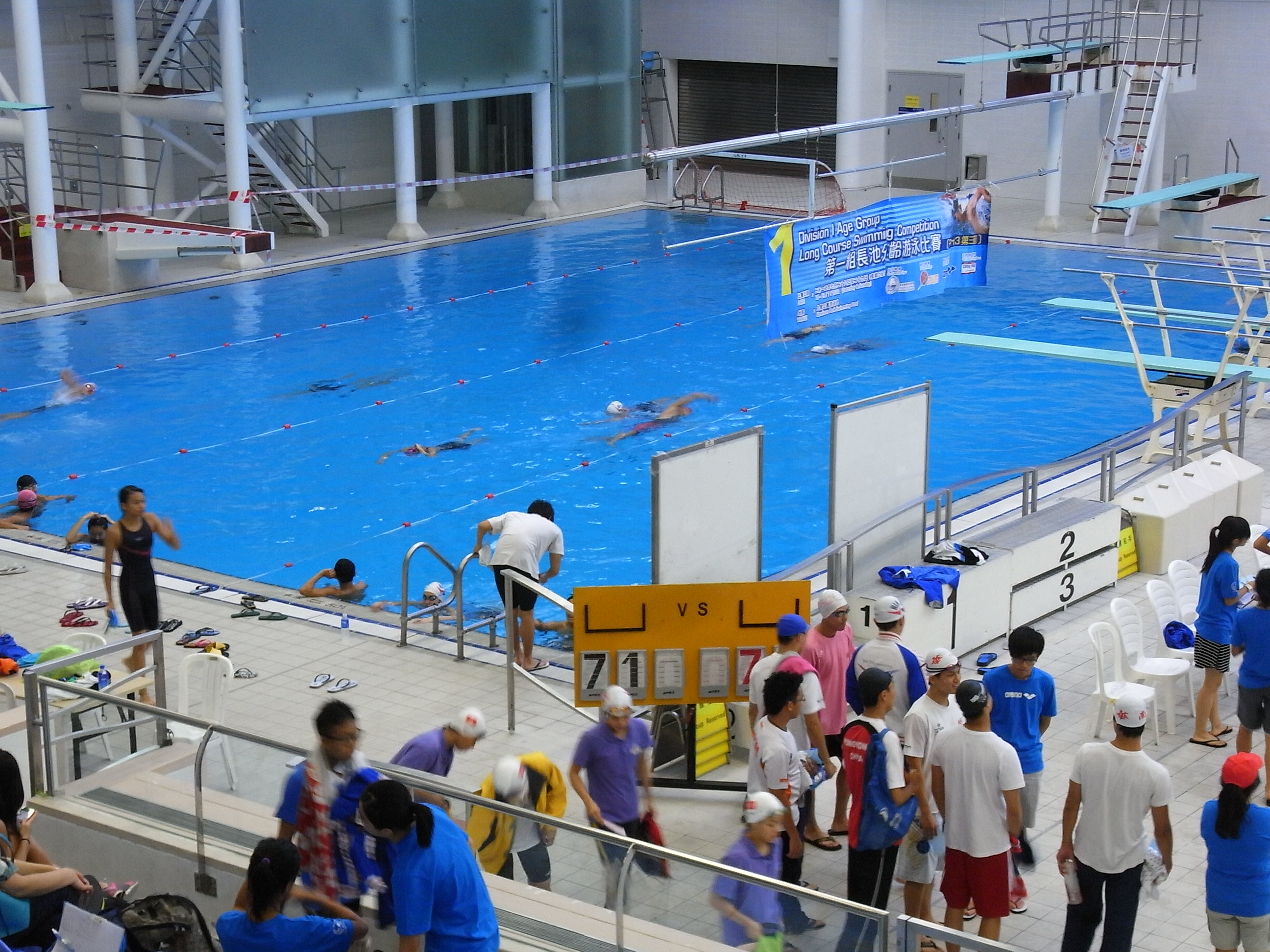
跳水池
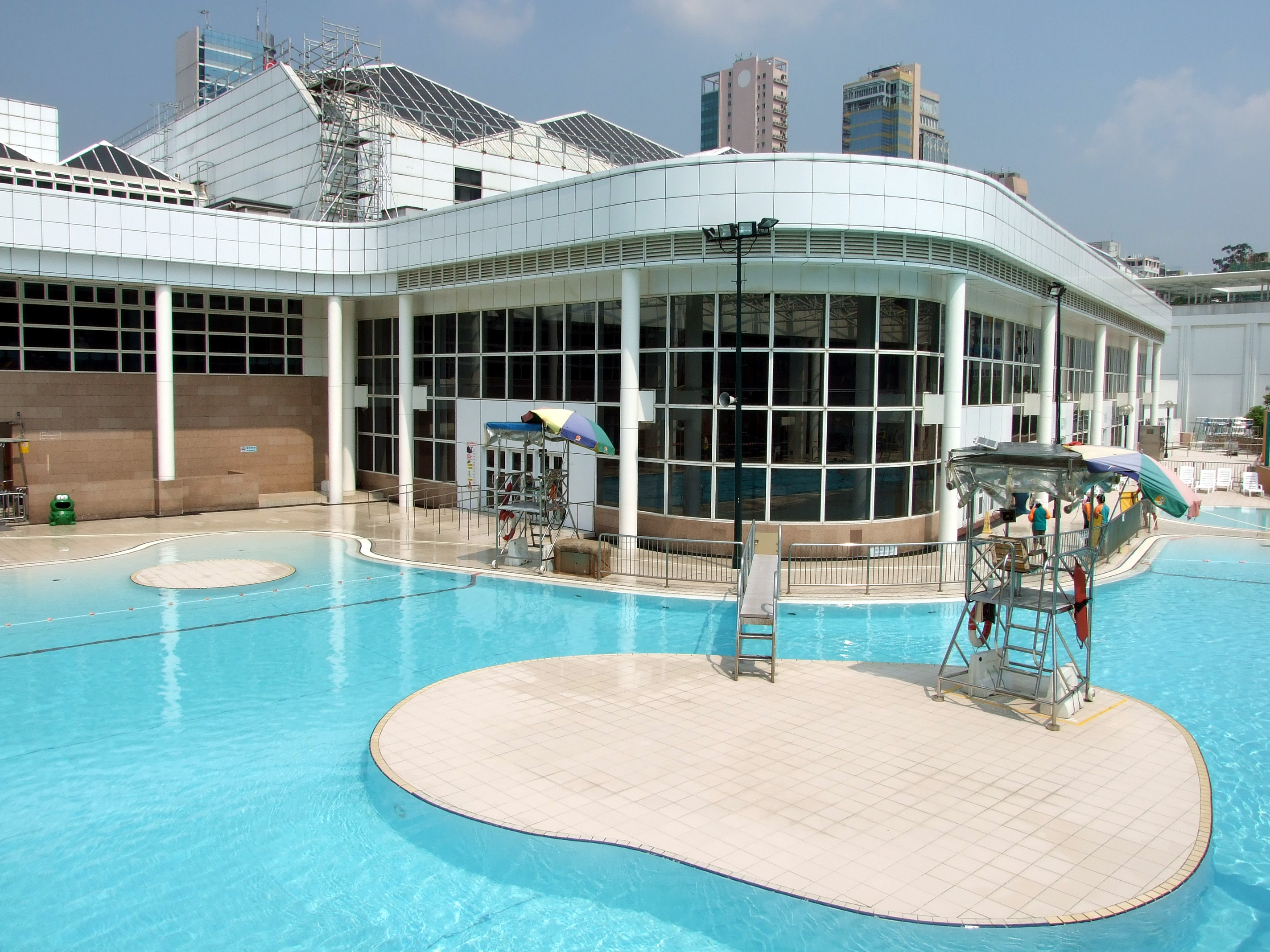
日光浴場和兒童淺水池
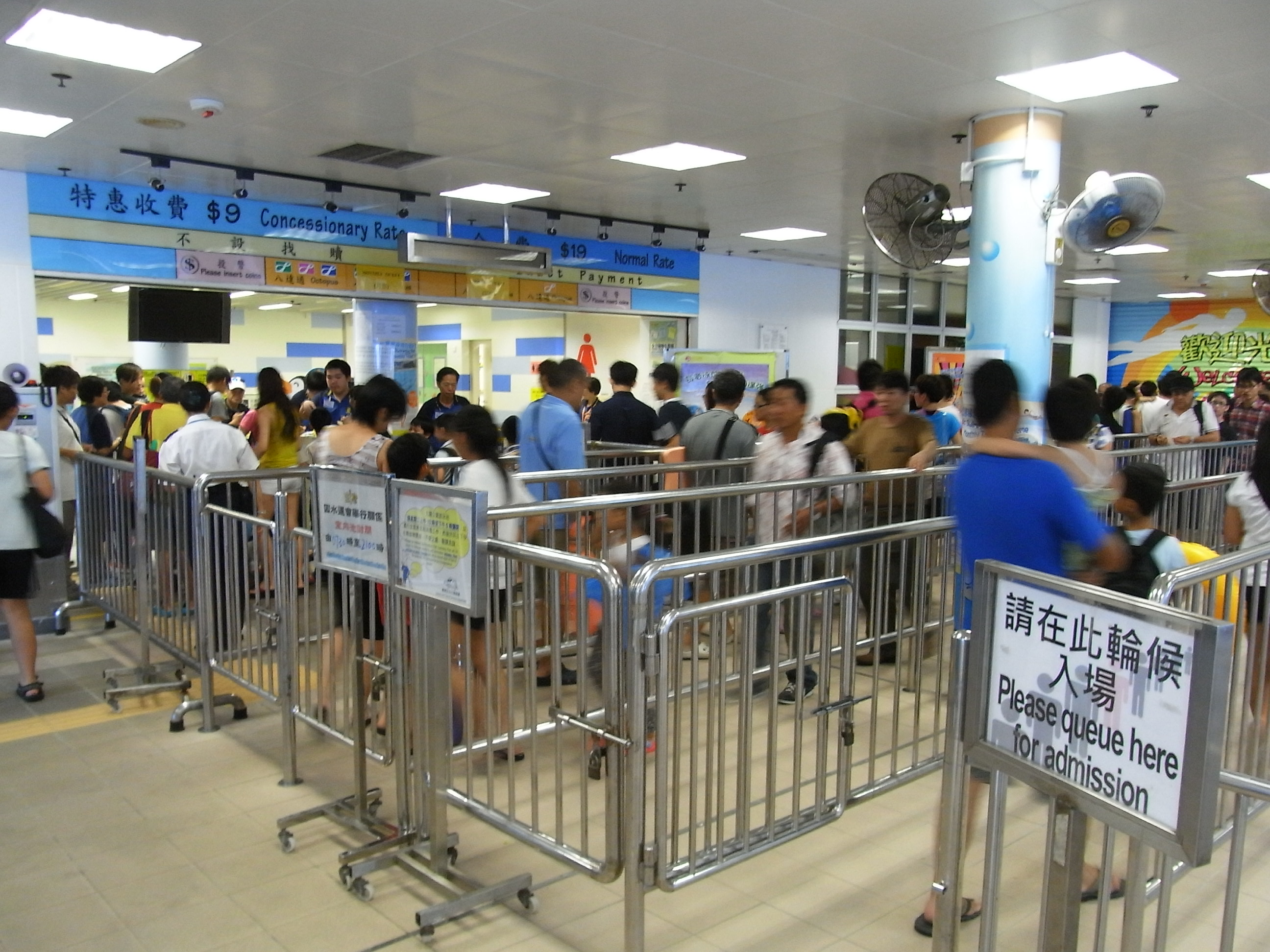
游泳池入口
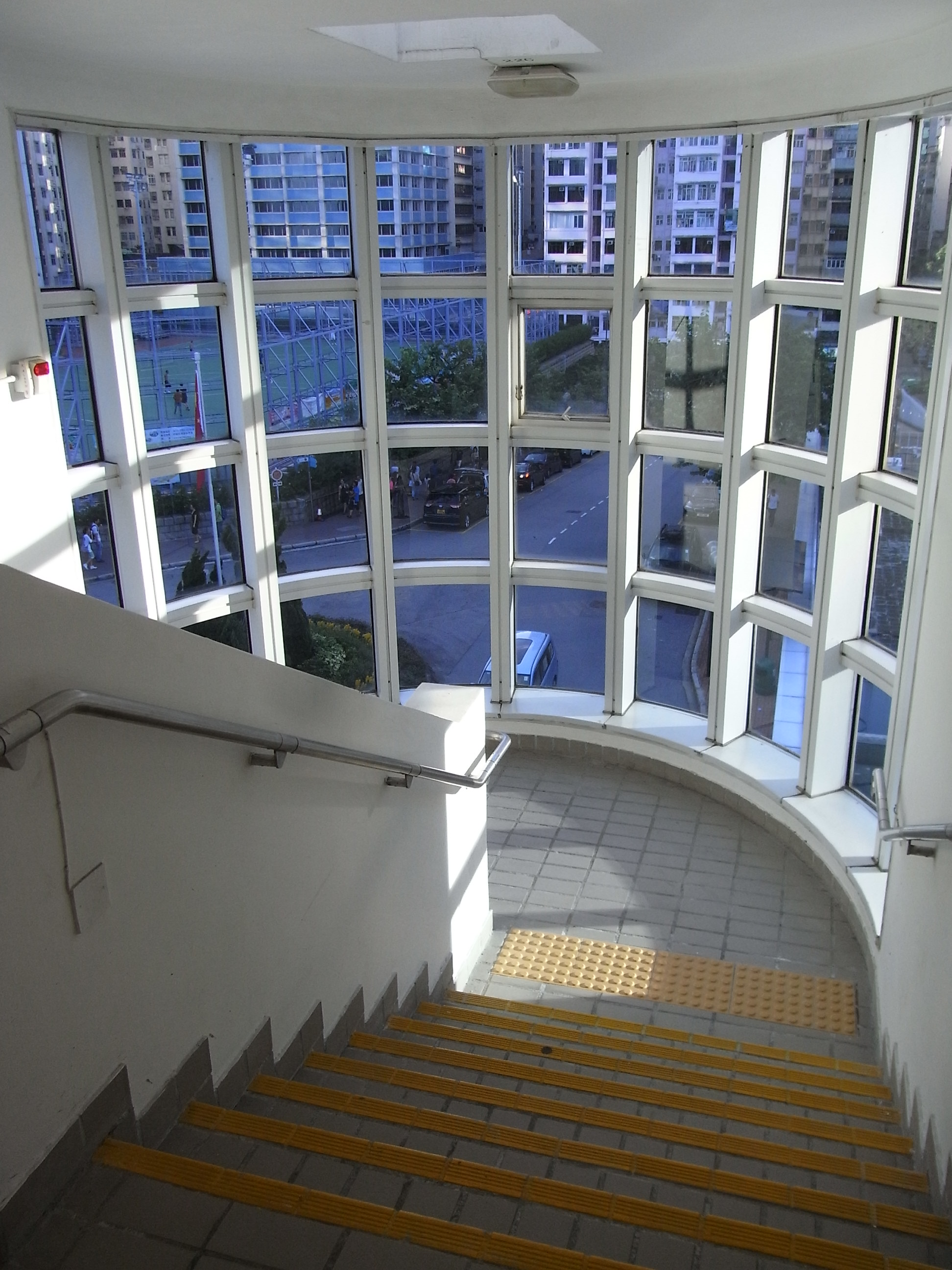
樓梯

## 開放時間
| 夏季開放時間表（4月至10月）                                                                                | 夏季開放時間表（4月至10月） | 夏季開放時間表（4月至10月） |
| --- | --------------------------- | --------------------------- |
| 第一節：上午6時30分至中午12時                                                                              | 第二節：下午1時至5時        | 第三節：晚上6時至10時       |
| 暫停開放時間：中午12時至下午1時及下午5時至6時                                                              |                             |                             |
| 冬季開放時間表（11月至翌年3月，只開放室內泳池）                                                            |                             |                             |
| 第一節：上午6時30分至中午12時                                                                              | 第二節：下午1時至5時        | 第三節：晚上6時至10時       |
| 暫停開放時間：中午12時至下午1時及下午5時至6時                                                              |                             |                             |
| 配合每年維修工程的暫停開放時間                                                                             |                             |                             |
| 戶外泳池﹕11月1日至翌年4月15日 室內泳池﹕4月16日至6月5日                                                   |                             |                             |
| 每周大清潔行動                                                                                             |                             |                             |
| 本公眾游泳池逢星期二進行一次大清潔行動，時間為上午10時至第二節開放時段完結為止，而泳池會於同日第三節重開。 |                             |                             |

## 相關新聞

### 鼠患嚴重
泳池開幕僅四年便傳出嚴重鼠患，大量泳客發現有死老鼠在池內飄浮，經常在此練習的香港泳隊遂向市政總署投訴。

### 風化案頻傳
九龍公園游泳池經常發生風化案件，更被視為偷拍及偷窺的熱點。有報道指不少男同性戀者刻意到此地尋找性伴侶，並在淋浴間進行性行為。

### 保安問題
泳池盜竊案件頻生。有賊人趁泳客暢泳時「爆櫃」偷走財物，導致泳客損失慘重。

### 疫情下多次關閉
2020年起香港受到COVID-19影響，康文署在1月29日至5月20日、7月15日至翌年3月31日，期間關閉全港公眾游泳池和泳灘。

## 流行文化
香港獨立音樂組合my little airport曾推出歌曲《九龍公園游泳池》，以嬉水池的「瀑布」入詞。

## 外部連結
- 康樂及文化事務署－九龍公園游泳池（页面存档备份，存于）